# When I Think of You
When I Think of You is de derde single van Janet Jacksons derde album Control (1986). Het lied is geschreven door Jackson, Jimmy Jam & Terry Lewis en ook de productie was in handen van de laatstgenoemden. Het lied gaat over een opluchting en het plezier van een liefde. Het werd Jacksons eerste nummer 1-hit in de Billboard Hot 100 en werd in zowel Groot-Brittannië als in Nederland een top 10-hit. Met deze single werden Michael en Janet Jackson de eerste broers/zussen die nummer 1-hits hadden gescoord. Indertijd was Jackson de jongste artiest sinds Stevie Wonder die een Hot 100-hit had gescoord.

## Muziekvideo
In de muziekvideo is te zien dat Jackson in een buurt rond dwaalt. Op iedere locatie waar ze komt ziet ze een mysterieuze man, in verschillende kleding, die haar iets korts vertelt en daarna verdwijnt als ze omkijkt. De regisseur, Julien Temple, zou later haar "Alright"-videoclip ook regisseren. De opzet is ongeveer hetzelfde omdat Jackson in de "Alright" videoclip van plaats naar plaats gaat. Twee neefjes van Jackson, TJ en Taryll Jackson; die samen met hun broer later 3T zouden vormen, zijn kort te zien in de videoclip.